# Vega (Norvège)
Pour les articles homonymes, voir Véga (homonymie).
Vega est une kommune norvégienne située dans le Nordland.

## Description
La municipalité se compose de plus de 6 500 îles, îlots et récifs, et est située sur la côte du Helgeland, au nord-ouest du port de Brønnøysund.
Elle est constituée des îles principales de l'archipel de Vega :
- Igerøya ;
- Søla ;
- Vega ;
- Ylvingen.

Le phare de Bremstein est situé dans la partie sud-ouest de la municipalité.

## Localités
- Gladstad (65° 40′ 31″ N, 11° 57′ 28″ E)
- Holand (65° 42′ 00″ N, 11° 55′ 00″ E)
- Igerøy (65° 41′ 00″ N, 12° 08′ 00″ E)
- Kjerkøya (65° 42′ 00″ N, 11° 57′ 00″ E)
- Valla (65° 42′ 00″ N, 11° 53′ 00″ E)
- Ylvingen (65° 38′ 00″ N, 12° 11′ 00″ E)